# Johann Caspar Füssli

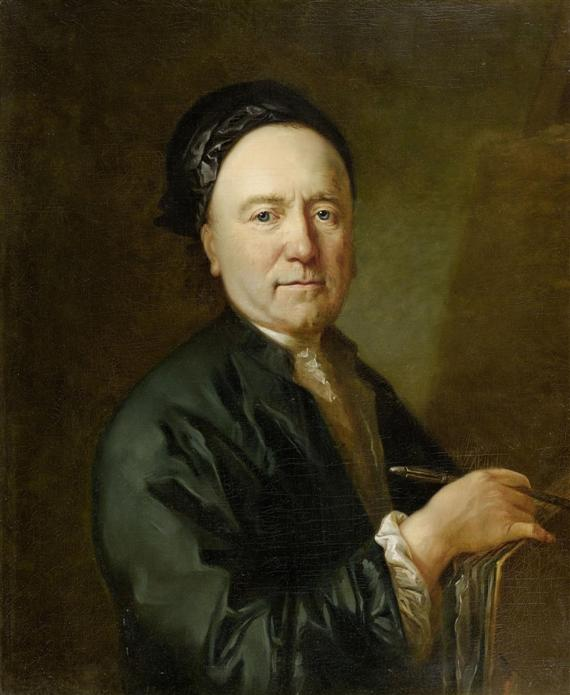
Johann Caspar Füssli (1765), gemalt von Anton Graff

Johann Caspar Füssli, auch Füessli (* 3. Januar 1706 in Zürich; † 6. Mai 1782 ebenda), war ein Schweizer Maler und Schriftsteller. Bekannt wurde er vor allem als Kunsthistoriker; er verfasste die ersten Lexika über Schweizer Künstler.

## Leben
Johann Caspars Eltern waren Hans Rudolf Füssli, Maler und Sustmeister von Horgen, und Elisabeth, geborene Schärer. Nach erstem Unterricht bei seinem Vater absolvierte er von 1724 bis 1731 eine Kunstausbildung in Wien; zu seinen Lehrern gehörten Martin van Meytens und Daniel Gran. Anschliessend arbeitete er als Porträtmaler an süddeutschen Höfen (u. a. Rastatt, Ettlingen und Mannheim). Sein naturalistischer Porträtstil wurde beeinflusst durch Johann Kupetzky in Nürnberg und Georg Philipp Rugendas in Augsburg.

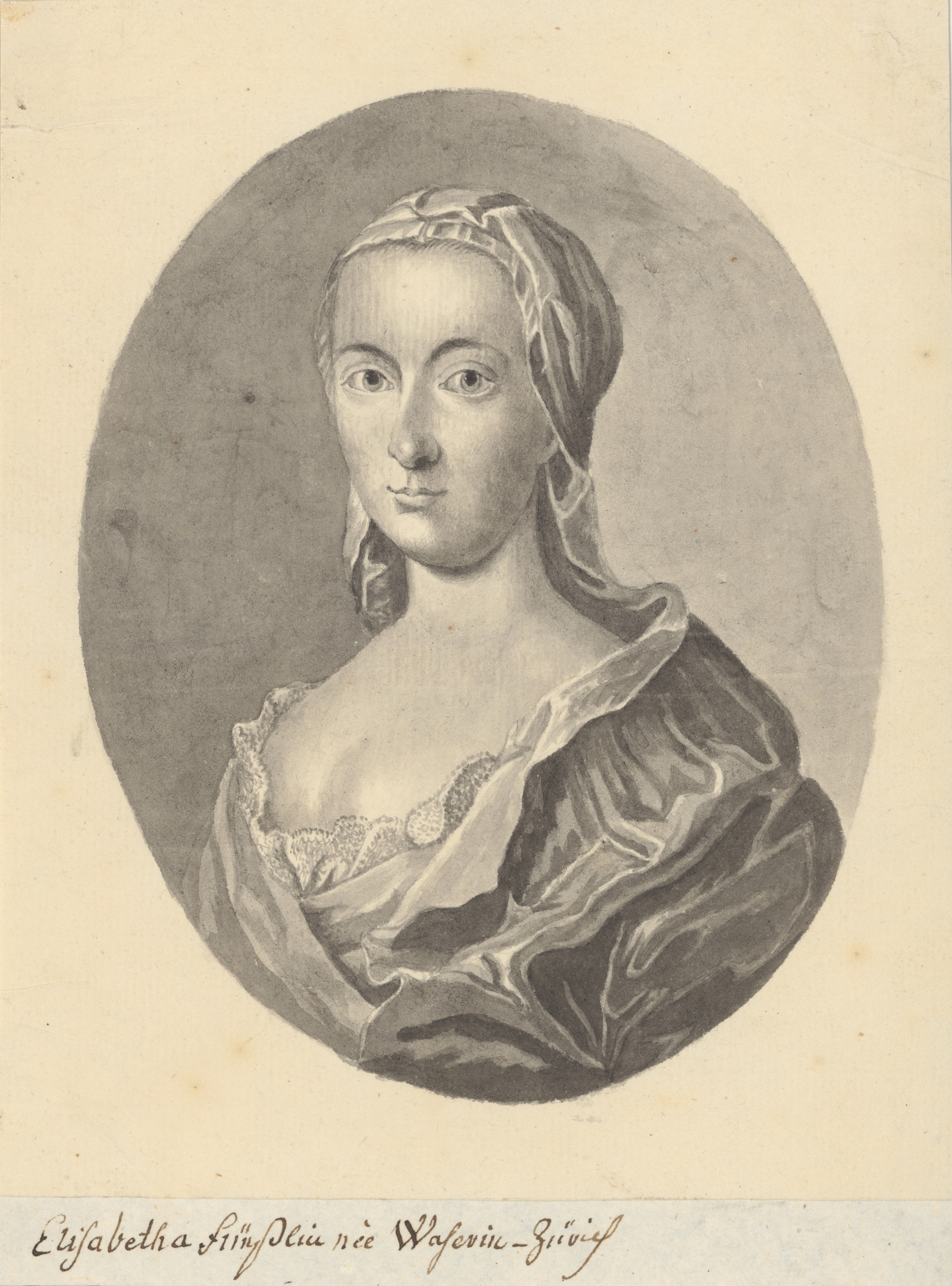
Johann Caspar Füssli: Elisabetha Füessli née Waserin

1736 zog Füssli nach Zürich zurück, wurde in die Zunft zur Meisen aufgenommen und heiratete Anna Elisabeth Waser (1715–1759). Von 1757 bis 1764 oder 1767 war er Ratsschreiber der Stadt Zürich. Als Künstler widmete er sich auch in seiner Heimatstadt weiterhin vor allem der Porträtmalerei; oft wurden seine Werke auch reproduziert in der Mezzotinto-Technik. Zudem unterrichtete er an seiner eigenen Kunstschule. Als Sammler erwarb er trotz bescheidener Mittel zahlreiche Kunstwerke, namentlich von Schweizer Künstlern des 16. und 17. Jahrhunderts.
Füssli pflegte ein umfangreiches Beziehungsnetz in der internationalen Kunstszene. Zu seinen Freunden und Bekannten gehörten Johann Georg Wille, Johann Georg Sulzer, Hyacinthe Rigaud, Salomon Gessner, Anton Raphael Mengs (dessen Gedanken über die Schönheit und über den Geschmack in der Malerei er herausgab) und Johann Joachim Winckelmann, über dessen Briefe er eine kleine Schrift verfasste. Grosse Bedeutung erlangte er als Kunstschriftsteller (siehe unten, «Schriften»). Mit seinen Lexika über Schweizer Künstler leistete er Pionierarbeit, «trotz einiger fehlerhafter Fakten und eigenwilliger Urteile», und legte den Grundstein zu einer nationalen Kunstgeschichte.

## Künstlerisch tätige Nachkommen

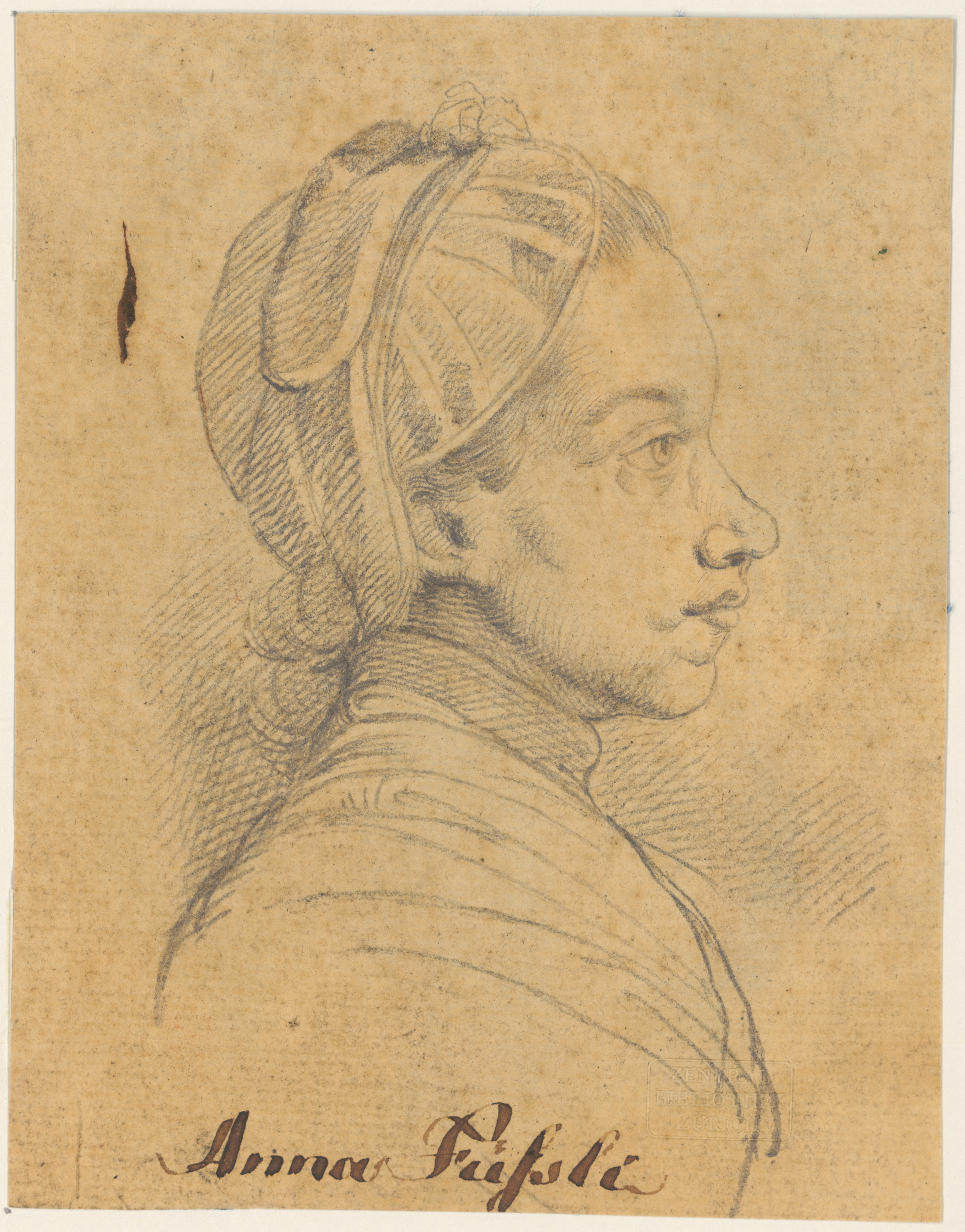
Anna Füssli, vermutlich von ihrem Vater gezeichnet

Johann Caspar und Anna Elisabeth Füssli hatten laut Encyclopædia Britannica 18 Kinder. Namentlich genannt werden aber in der Literatur nur die folgenden fünf, die sich alle künstlerisch auszeichneten. (Ob alle andern Kinder sehr früh starben oder ob allfällige weitere überlebende Nachkommen einfach keine Erwähnung finden, ist unklar.)
- Johann Rudolf Füssli (1737–1806), Maler und Kunsthistoriker wie der Vater
- Johann Heinrich Füssli (1741–1825), Maler und Publizist; das bekannteste Mitglied der Familie («Henry Fuseli»)
- Johann Kaspar Füssli (1743–1786), Maler und Entomologe
- Elisabeth Füssli (* 15. April 1744 in Zürich; † 1780 ebenda), Malerin
- Anna Füssli (* 16. September 1749 in Zürich; † 24. Februar 1772 ebenda), Malerin

Über Elisabeth und die mit 22 Jahren verstorbene Anna ist nur bekannt, dass sie als Malerinnen von Blumen und Insekten Anerkennung genossen.
Zur Vorstellung von «nur» drei Söhnen und zwei Töchtern passt, dass in der unten wiedergegebenen Reihe von Porträts (angefertigt von Heinrich Pfenninger oder eventuell von Sohn Johann Rudolf Füssli selbst?) die Dargestellten als «der älteste Sohn», «der jüngere Sohn», «der jüngste Sohn» und «die ältere Tochter» bezeichnet werden (Filius natu maximus / Filius natu minor / Filius natu minimus / Filia natu major; Anna lebte wohl bereits nicht mehr).

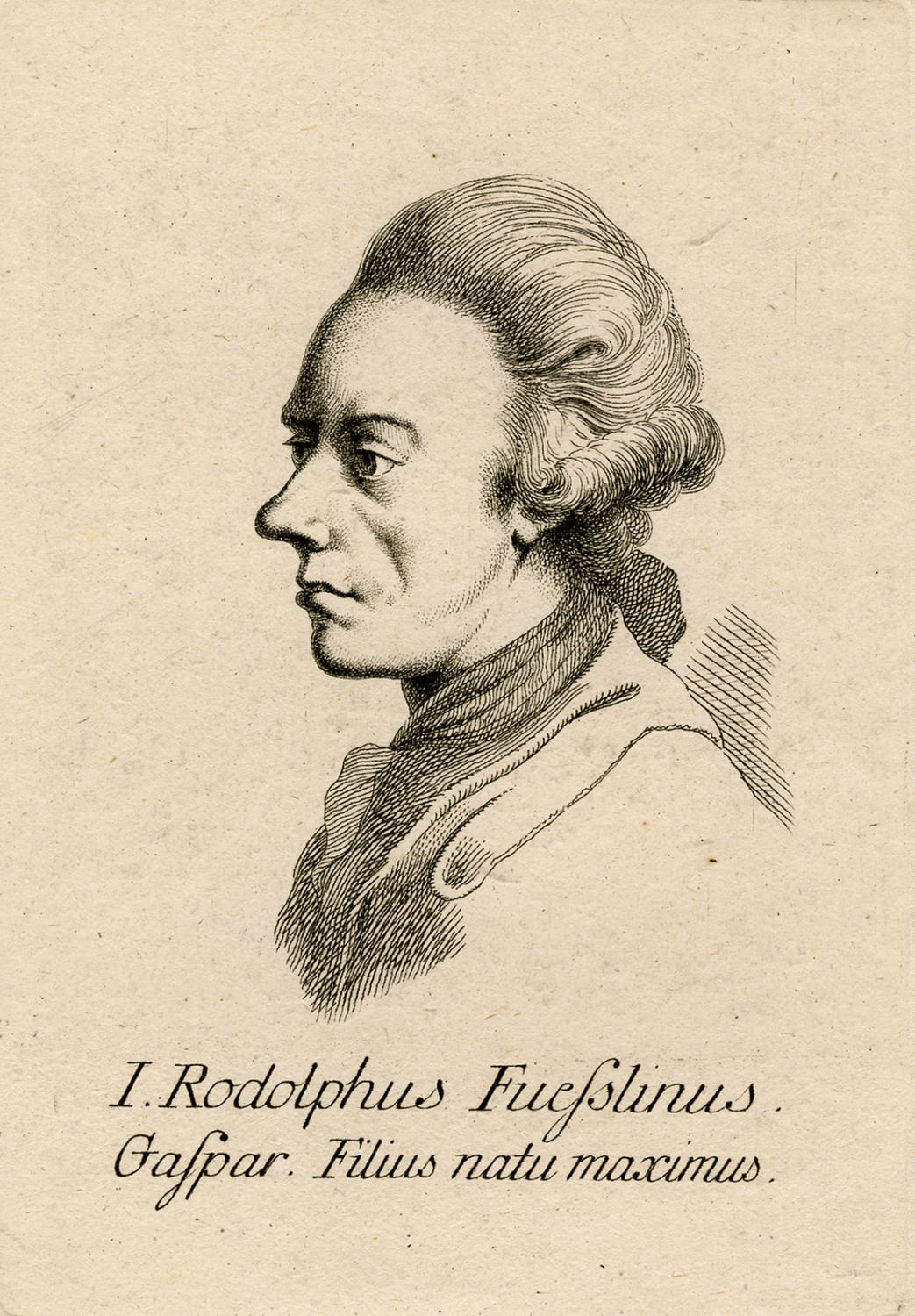
Johann Rudolf
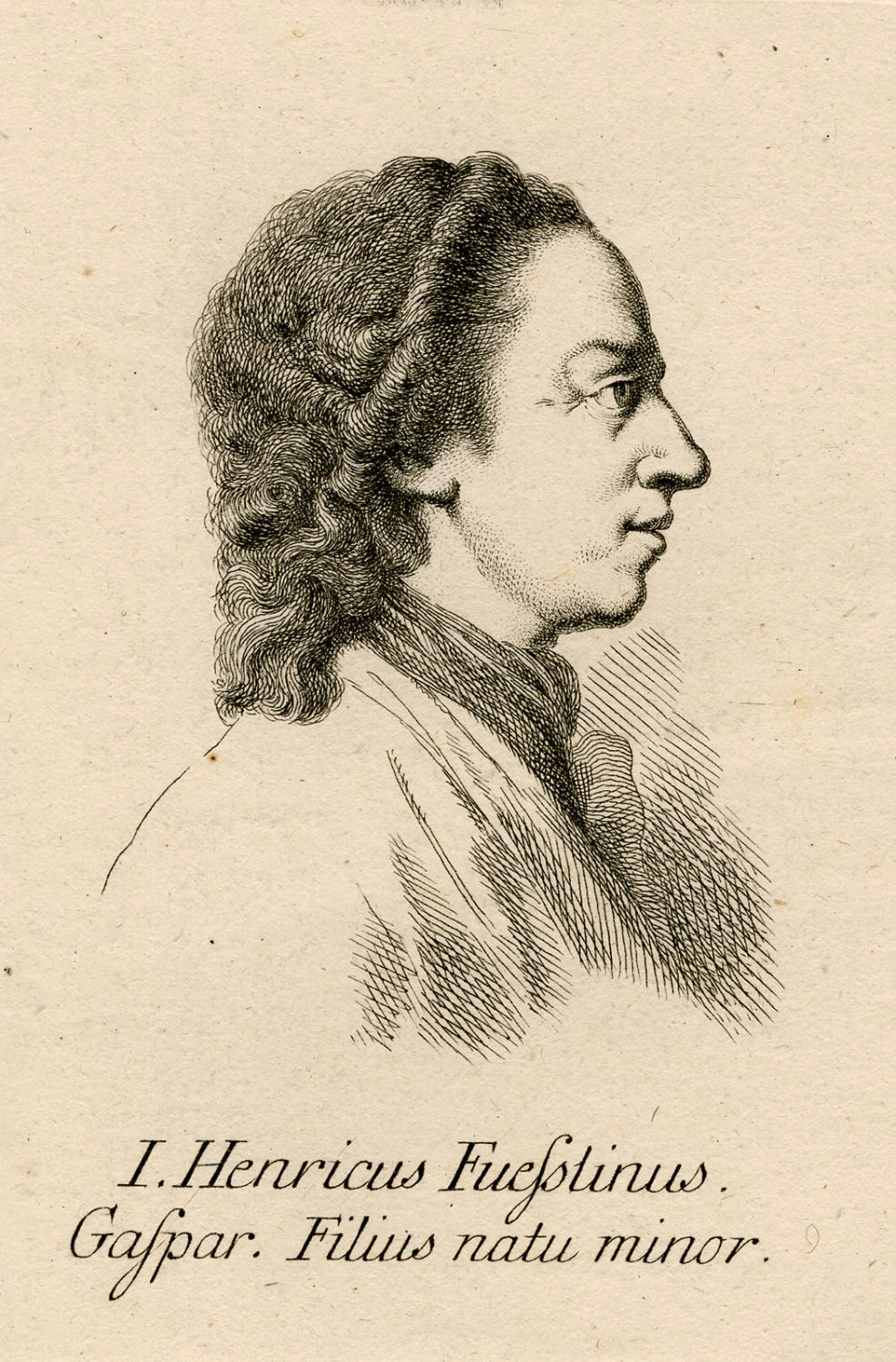
Johann Heinrich
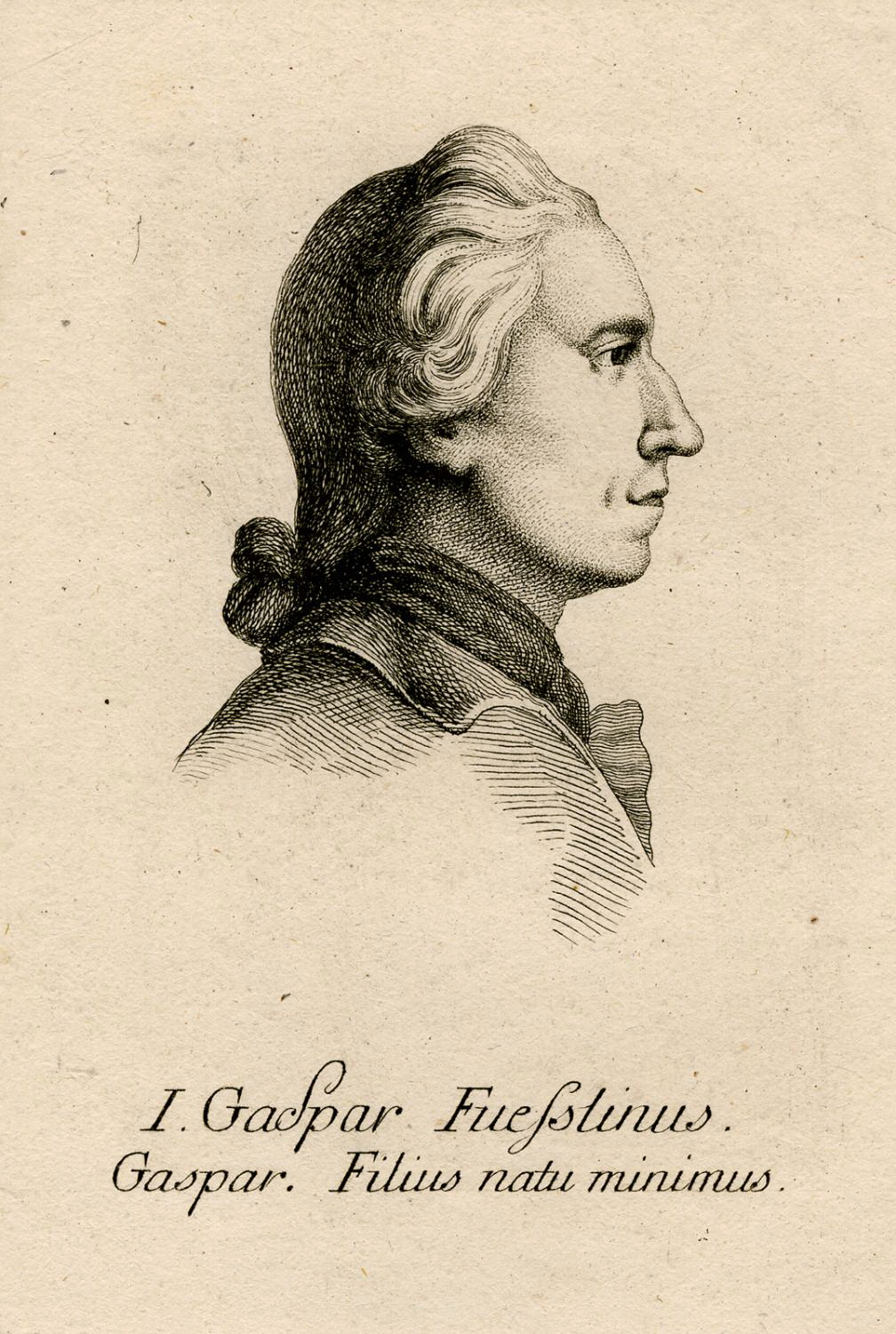
Johann Kaspar
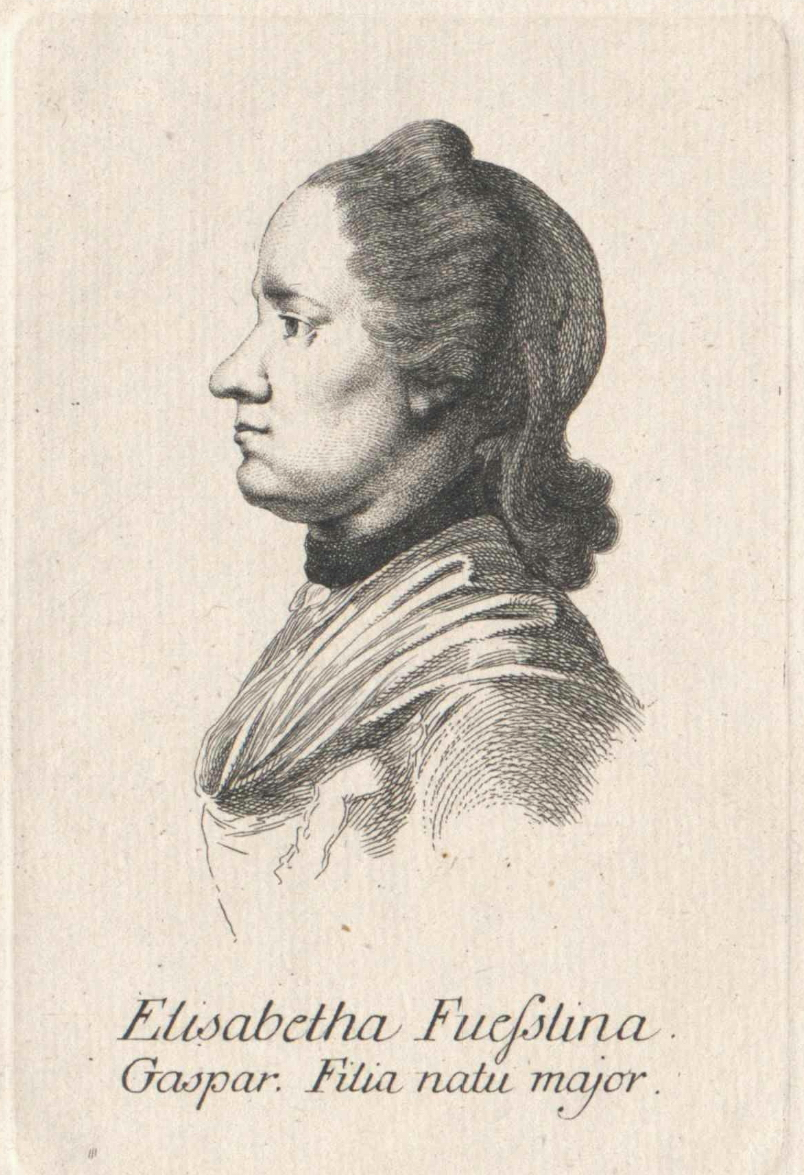
Elisabeth

## Schriften (Auswahl)
- Geschichte und Abbildung der besten Mahler in der Schweitz. 2 Bände.

Band 1. David Gessner, Zürich 1755. (Digitalisat, Bayerische Staatsbibliothek),
Band 2. David Gessner, Zürich 1757. (Digitalisat, Bayerische Staatsbibliothek).
- Geschichte der besten Künstler in der Schweiz, nebst ihren Bildnissen. 5 Bände. Orell, Gessner und Comp., Zürich 1769–1779 (Digitalisat).
- Leben Georg Philipp Rugendas und Joh. Kupezki. Zürich 1758. (Digitalisat, Bayerische Staatsbibliothek).
- Raisonirendes Verzeichniß der vornehmsten Kupferstecher und ihrer Werke. Zum Gebrauche der Sammler und Liebhaber. Orell, Gessner, Füsslin und Comp., Zürich 1771. (Digitalisat, Bayerische Staatsbibliothek).
- Geschichte von Winkelmanns Briefen an seine Freunde in der Schweiz. Bey Joh. Caspar Füessly, Sohn, Zürich 1778 (doi:10.3931/e-rara-54811).
- Des Ritters Joh. Karl Hedlinger's Medaillen-Werke, gezeichnet von Johann Kaspar Füessli und in schwarzer Kunst bearbeitet von Johann Elias Haid. Augsburg 1781.

## Bildergalerie

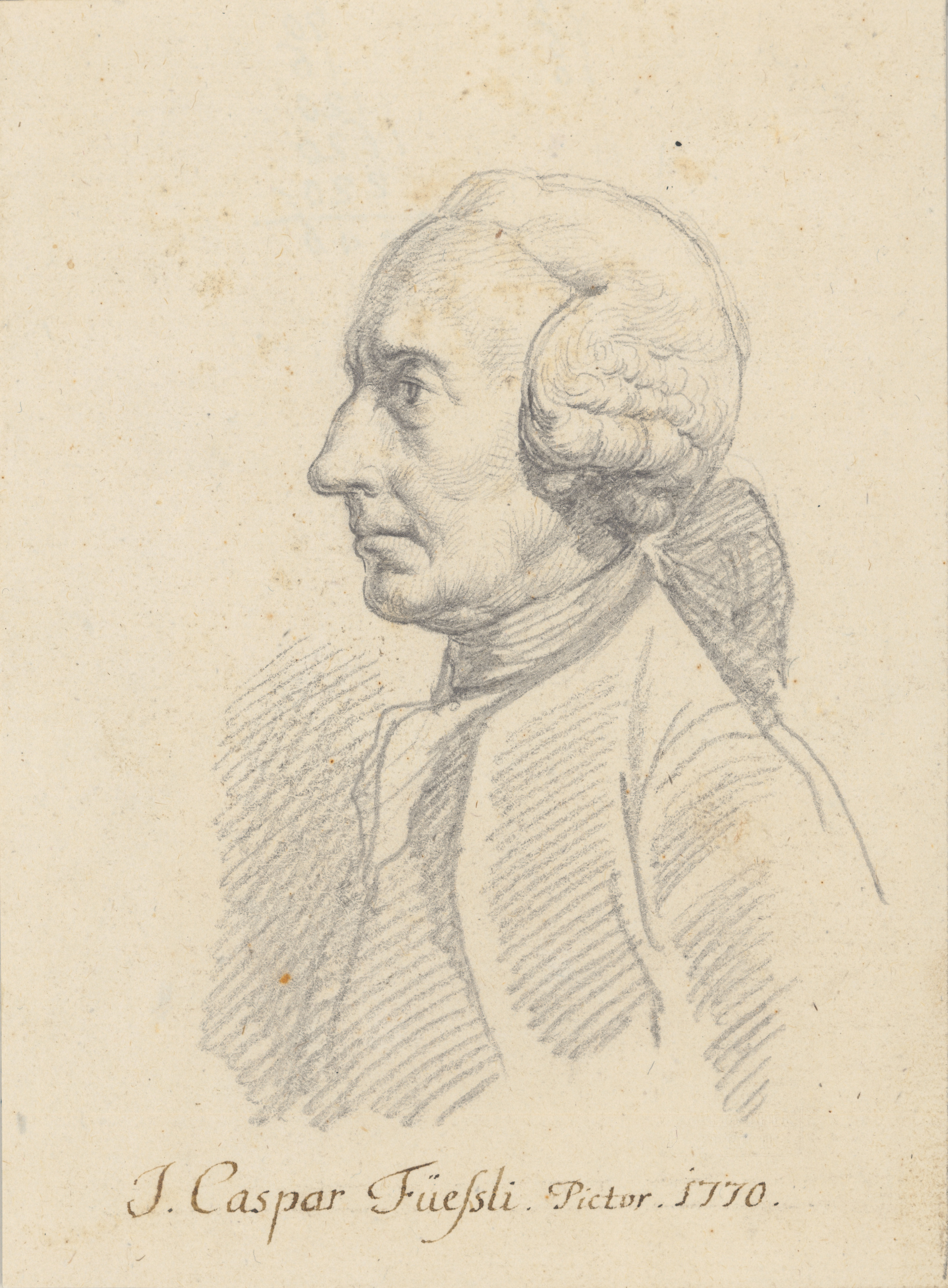
Johann Caspar Füssli, 1770; vermutlich von ihm selbst gezeichnet
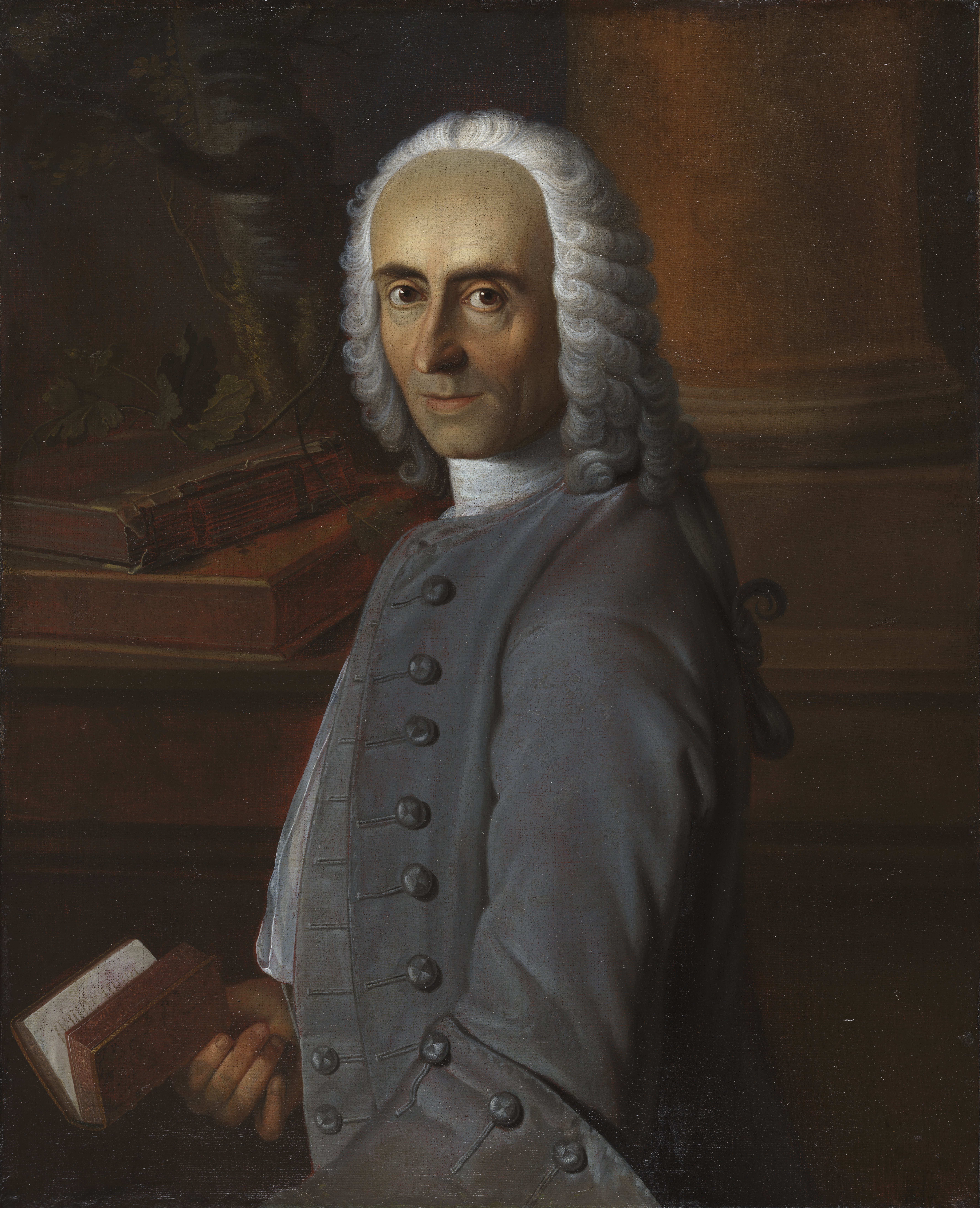
Johann Jakob Bodmer, um 1748
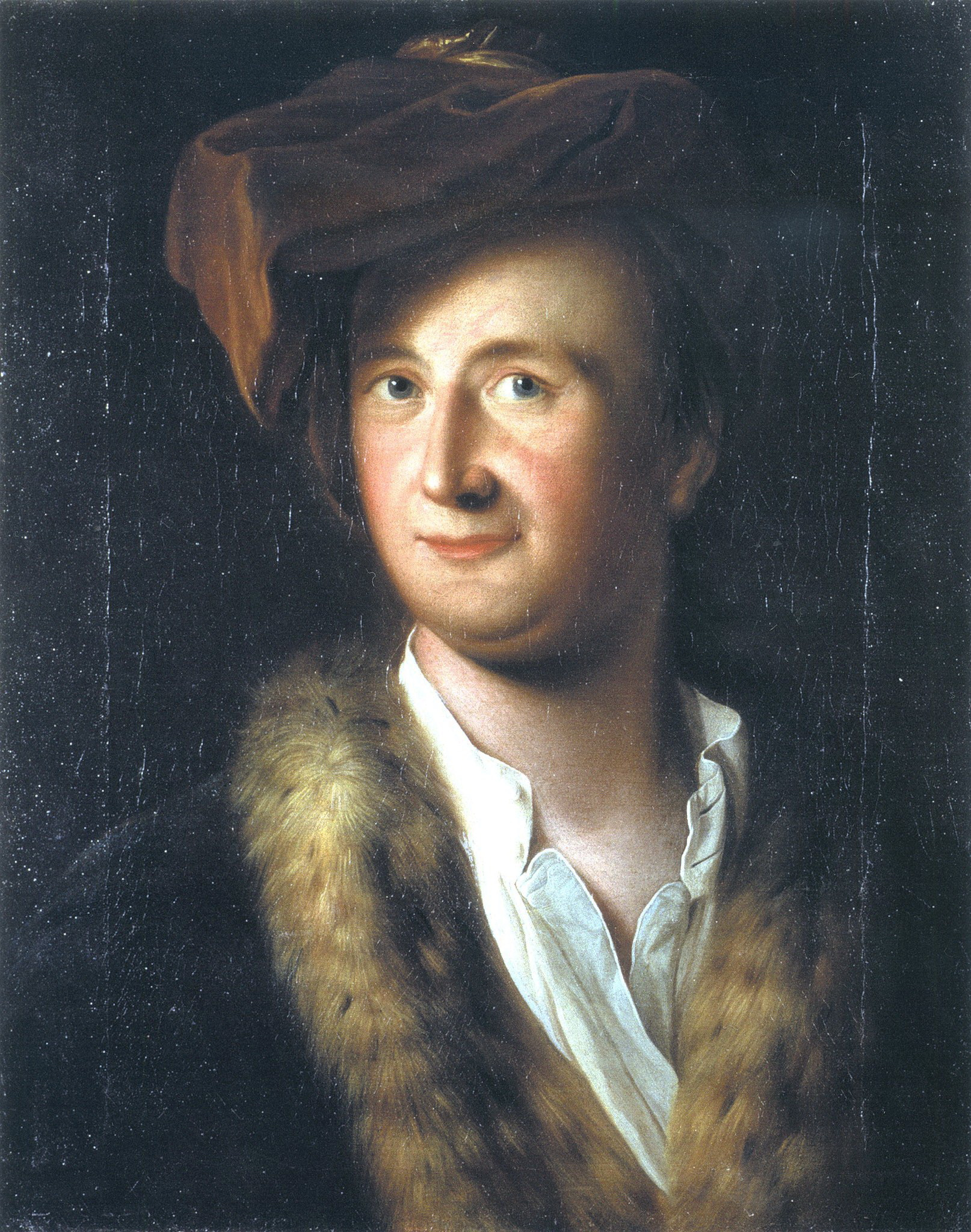
Ewald Christian von Kleist, 1753 (52 × 41 cm)
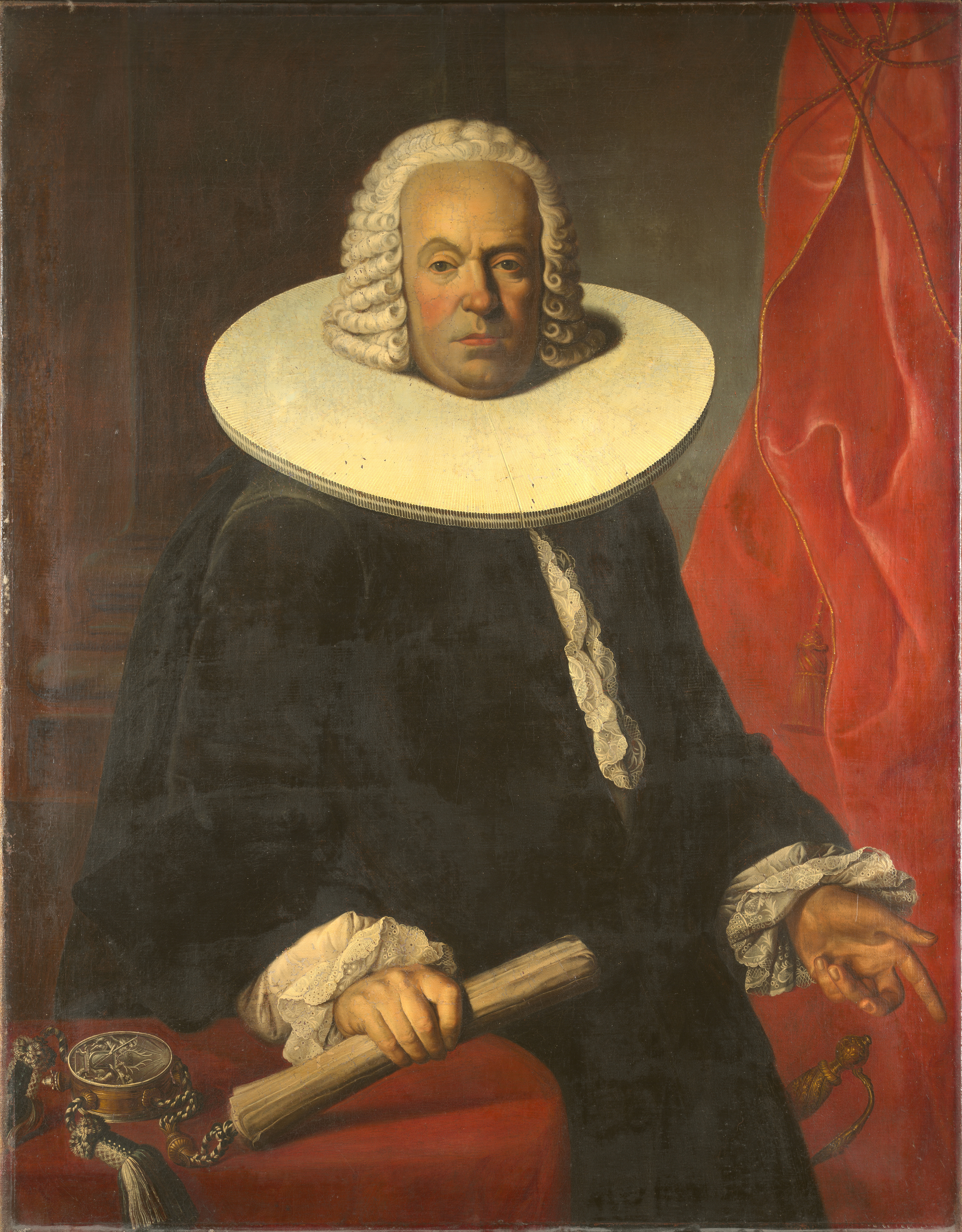
Johann Jacob Leu, um 1759 (110 × 86 cm)
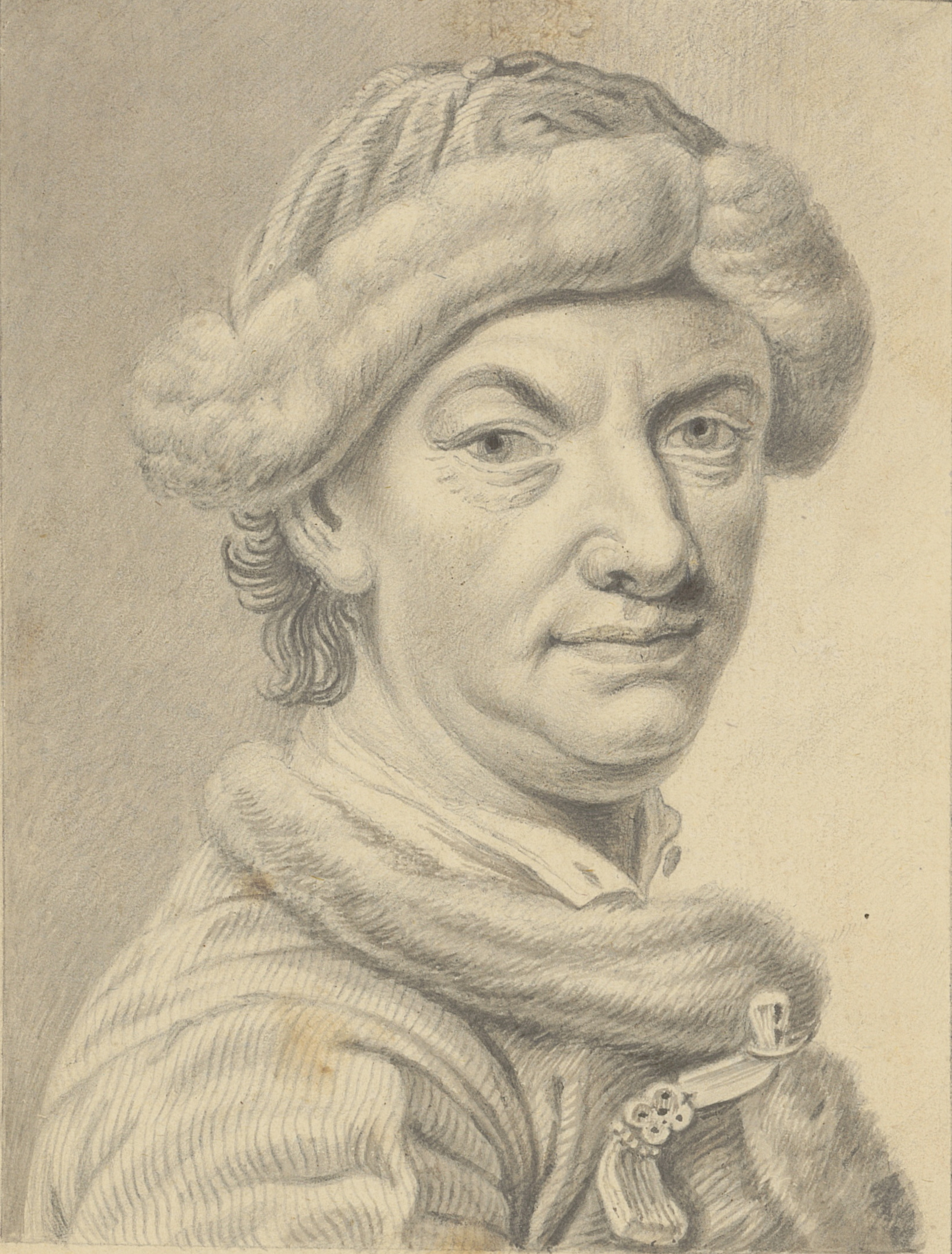
Johann Rudolf Dälliker
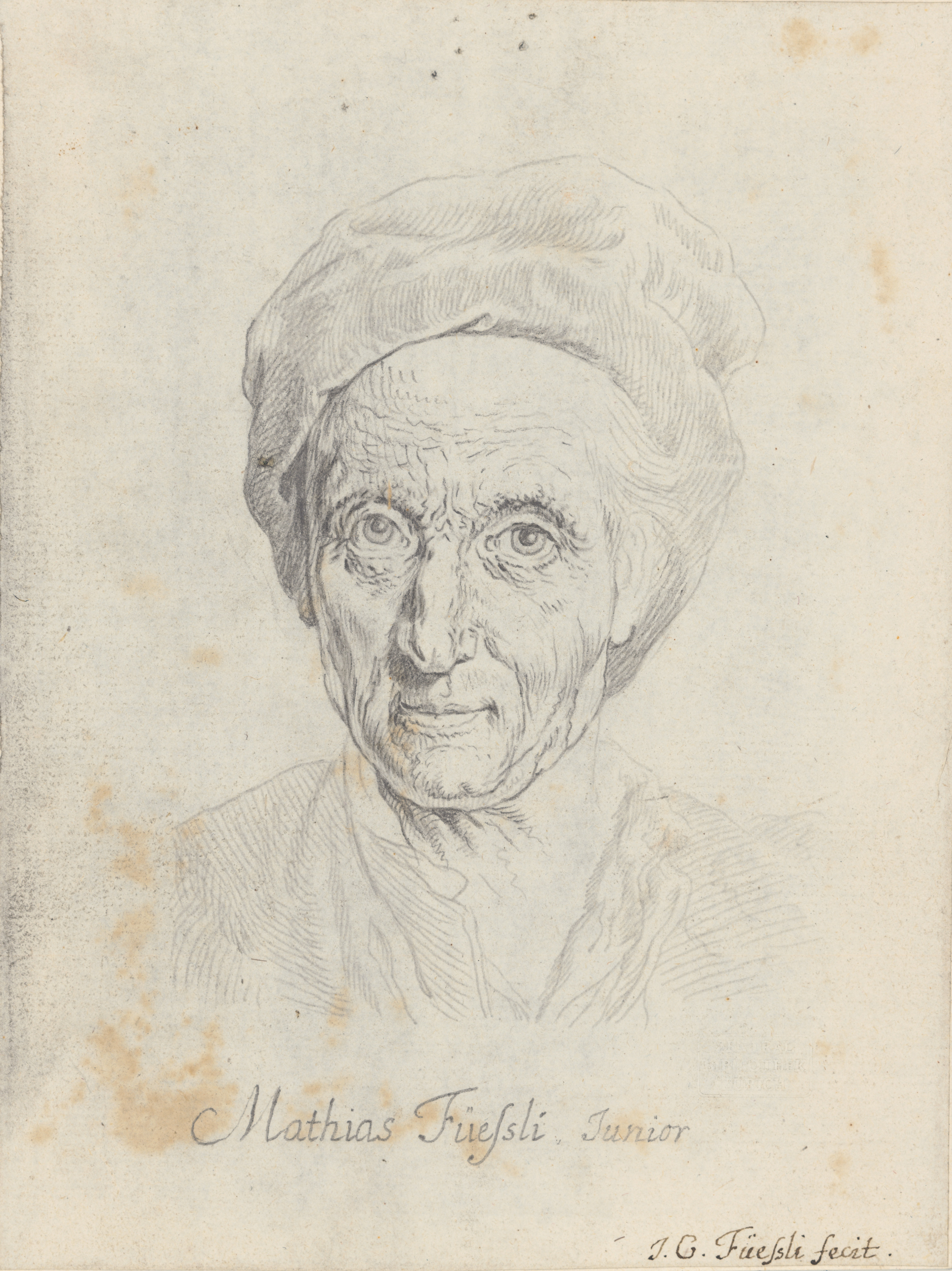
Mathias Füssli d. J. (1671–1739; Maler)